# Sigma
Sigma (grško: starogrško σίγμα; velika črka: Σ, mala črka: σ, mala črka na koncu besede: ς) je osemnajsta črka grške abecede in ima številčno vrednost 200. Črka sigma se je razvila iz feničanske črke šin (). Iz grške črke Σ izvira latinična črka S, pa tudi cirilična črka С.
V grščini se črka Σ izgovarja kot s.

## Pomeni
- σ je oznaka za standardno deviacijo v statistiki
- σ je oznaka za mehansko napetost v elastomehaniki
  - σn - oznaka za glavno napetost
  - σM - oznaka za natezno trdnost,
- σ je v fiziki oznaka za Stefanovo konstanto
- σ je v fiziki oznaka za površinsko gostoto naboja
- σ je v fiziki oznaka za koeficient površinske napetosti
- σ je v fiziki oznaka za specifično prevodnost
- σ je v fiziki oznaka za presek
- velika črka Σ je matematični znak za seštevanje vrst:

{\displaystyle \sum _{i=1}^{n}x_{i}=x_{1}+x_{2}+x_{3}+\cdots +x_{n}}
- Sigma - model pištole proizvajalca Smith and Wesson
- Sigma - tip jadrnic
- Knjižnica sigma je zbirka matematičnih knjig v slovenščini

### Unicode
|                | Velika črka Σ           | mala črka σ           | mala črka ς                  |
| -------------- | ----------------------- | --------------------- | ---------------------------- |
| Unicode UTF-16 | U+03A3                  | U+03C3                | U+03C2                       |
| Ime Unicode    | Velika grška črka sigma | Mala grška črka sigma | Mala končna grška črka sigma |
| Koda HTML      | &#931;                  | &#963;                | &#962;                       |
| Enota HTML     | &Sigma;                 | &sigma;               | &sigmaf;                     |